# 돛란도어
돛란도어(학명: Alepisaurus ferox)는 홍메치목 란도어과의 어류로 최대 몸길이 2m 이상에 몸 무게가 4.5kg인 대형 어류이다.

## 특징과 먹이
돛란도어는 등지르러미가 매우 솟구치고 날카로운 특징이 있으며 비늘의 옆줄이 선명하고 배지느러미는 두 쌍으로 나있는 것이 특징이다. 몸은 대체로 은백색을 띄지만 때에 따라 옆줄의 위쪽이 녹색을 띄는 경우도 있으며 이빨이 매우 날카롭게 나있다. 일본어로는 ミズウオ라는 명칭으로도 불리며 먹이로는 갑각류 어류 오징어와 문어의 두족류를 섭취한다.
심해어 중 대형에 속하며 몸길이는 1.5~2.5m까지 성장한다. 몸은 가늘고 길며 아가미가 보이지 않는다. 등지라미가 매우 큰데 몸의 반 이상을 차지할 정도이다. 치어의 경우 지느러미가 작아 일반적인 고등어 등의 물고기와 닮아 있다.

## 서식지
돛란도어는 태평양의 서부와 동부랑 대서양의 서부와 동부에 주로 서식하며 수심 1~1829m에 주로 서식하는 심해어이다. 계절에 따라 얕은 연안에도 올라오며 온대해역에 광범위하게 분포한다.